# Färgeriet
Färgeriet är en ö i Finland. Den ligger i Finska viken och i kommunen Raseborg i den ekonomiska regionen  Raseborg i landskapet Nyland, i den södra delen av landet. Ön ligger omkring 88 kilometer sydväst om Helsingfors.
Öns area är 0,4 hektar och dess största längd är 100 meter i sydväst-nordöstlig riktning. Närmaste befolkade plats är Tvärminne Zoologiska Station, 17,6 km väster om Färgeriet.